# Pycnarmon receptalis
Pycnarmon receptalis là một loài bướm đêm trong họ Crambidae.